# Franciszek Ksawery Hà Trọng Mậu
Św. Franciszek Ksawery Hà Trọng Mậu (wiet. Phanxicô Xaviê Hà Trọng Mậu) (ur. ok. 1790 r. w Kẻ Riền, prowincja Thái Bình w Wietnamie – zm. 19 grudnia 1839 r. w Cổ Mễ, prowincja Bắc Ninh w Wietnamie) – katechista, tercjarz dominikański, męczennik, święty Kościoła katolickiego.
Franciszek Ksawery Hà Trọng Mậu pracował jako katechista. Po aresztowaniu dominikanina ojca Piotra Nguyễn Văn Tự odwiedzał go w więzieniu i również został aresztowany. W więzieniu razem z 4 innymi osobami został tercjarzem dominikańskim. Został uduszony 19 grudnia 1839 r.
Dzień wspomnienia: 24 listopada w grupie 117 męczenników wietnamskich.
Beatyfikowany 27 maja 1900 r. przez Leona XIII, kanonizowany przez Jana Pawła II 19 czerwca 1988 r. w grupie 117 męczenników wietnamskich.